# FertilityCare
 (mai 2020).
FertilityCare est à la fois le nom d'une association et la marque déposée d'une méthode de planification familiale naturelle basée sur le « modèle Creighton ». Ce modèle est utilisé pour analyser la fertilité féminine, soit pour espacer les naissances, soit pour favoriser les grossesses, elle est alors présentée comme la NaProTechnologie. Inspirées de la méthode Billings, ces deux approches sont fondées sur l'apprentissage de l'observation du cycle féminin et l'identification des périodes de fertilité par le suivi de l'état de la glaire cervicale. Cette méthode est promue par les milieux religieux conservateurs hostiles aux méthodes de contraception.

## Principe
Le Modèle Creighton a été développé en 1976 par Thomas Hilgers. Hilgers décrit le Modèle Creighton comme reposant sur « une modification standardisée de la méthode de l'ovulation Billings », qui a été développée par John et Evelyn Billings, dans les années 1960. Les époux Billings ont publié un document pour réfuter le lien entre la méthode Creighton et la méthode Billings. Pour eux, ce sont deux méthodes différentes et ne doivent pas être considérées comme interchangeables.

## Promotion
Cette marque dispose de relais associatifs dans certains milieux catholiques opposés aux méthodes de contraception,.

## Efficacité
Selon les études, son efficacité en pratique pour éviter une grossesse est comprise entre 82,88 % et 98 %, soit un l'indice de Pearl (nombre de grossesses pour 100 femmes sur un an d'utilisation) entre 2 et 17,12,,.